# سليبي هالو (نيويورك)
سليبي هالو (بالإنجليزية: Sleepy Hollow, New York) هي بلدة تقع في الولايات المتحدة في مقاطعة ويستتشستر، نيويورك. يقدر عدد سكانها بـ 9,870 نسمة ومساحتها 13.2 كم2 وترتفع عن سطح البحر 27 متر.

## التركيبة السكانية
حدّد مكتب تعداد الولايات المتحدة بيانات التركيبة السكانية لسليبي هالو في تعداد الولايات المتحدة. في ما يلي، التركيبة السكانية حسب تعدادي 2000 و2010.

### تعداد عام 2000
بلغ عدد سكان سليبي هالو 9,212 نسمة بحسب تعداد عام 2000، وبلغ عدد الأسر 3,181 أسرة وعدد العائلات 2,238 عائلة مقيمة في القرية. في حين سجلت الكثافة السكانية 683.4 نسمة لكل كيلومتر مربع (1,770.0/ميل2). وبلغ عدد الوحدات السكنية 3,253 وحدة بمتوسط كثافة قدره 241.3 لكل كيلومتر مربع (625.0/ميل2).
وتوزع التركيب العرقي للقرية بنسبة 67.64% من البيض و5.23% من الأمريكيين الأفارقة و0.84% من الأمريكيين الأصليين و1.87% من الأمريكيين ذوي الأصول الآسيوية و0.09% من سكان جزر المحيط الهادئ و18.82% من الأعراق الأخرى و5.51% من عرقين مختلطين أو أكثر و45.08% من الهسبانيون أو اللاتينيون من أي عرق.
بلغ عدد الأسر 3,181 أسرة كانت نسبة 39.5% منها لديها أطفال تحت سن الثامنة عشر تعيش معهم، وبلغت نسبة الأزواج القاطنين مع بعضهم البعض 51.5% من أصل المجموع الكلي للأسر، ونسبة 13.4% من الأسر كان لديها معيلات من الإناث دون وجود شريك، بينما كانت نسبة 5.5% من الأسر لديها معيلون من الذكور دون وجود شريكة وكانت نسبة 29.6% من غير العائلات. تألفت نسبة 23% من أصل جميع الأسر من عدة أفراد يعيشون في نفس المنزل ونسبة 8.7% كانت تتألف من شخص يعيش بمفرده يبلغ من العمر 65 عاماً أو أكثر. وبلغ متوسط حجم الأسرة المعيشية 2.89، أما متوسط حجم العائلات فبلغ 3.37.
بلغ العمر الوسطي للسكان 33.6 عاماً. وكانت نسبة 25% من القاطنين تحت سن الثامنة عشر، وكانت نسبة 8.8% بين الثامنة عشر والرابعة والعشرين عاماً، ونسبة 36.6% كانت واقعةً في الفئة العمرية ما بين الخامسة والعشرين والرابعة والأربعين عاماً، ونسبة 18.8% كانت ما بين الخامسة والأربعين والرابعة والستين، ونسبة 10.5% كانت ضمن فئة الخامسة والستين عاماً فما فوق. يوجد لكل 100 أنثى 102.8 ذكر، ويوجد لكل 100 أنثى في الثامنة عشر من عمرها فما فوق 101.6 ذكر.
بلغ متوسط دخل الأسرة في القرية 54,201 دولارًا، أما متوسط دخل العائلة فبلغ 63,889 دولارًا. وكان متوسط دخل الذكور 39,923 دولارًا مقابل 32,146 دولارًا للإناث. وسجل دخل الفرد الخاص بالقرية 28,325 دولارًا. وكانت نسبة 5.7% من العائلات ونسبة 7.4% من السكان تحت خط الفقر، وكان من هؤلاء نسبة 9.7% تحت سن الثامنة عشر ونسبة 7.9% في الخامسة والستين من العمر وما فوق.

### تعداد عام 2010
بلغ عدد سكان سليبي هالو 9,870 نسمة بحسب تعداد عام 2010، وبلغ عدد الأسر 3,462 أسرة وعدد العائلات 2,355 عائلة مقيمة في القرية. في حين سجلت الكثافة السكانية 732.2 نسمة لكل كيلومتر مربع (1,896.4/ميل2). وبلغ عدد الوحدات السكنية 3,637 وحدة بمتوسط كثافة قدره 269.8 لكل كيلومتر مربع (698.8/ميل2).
وتوزع التركيب العرقي للقرية بنسبة 61.01% من البيض و6.21% من الأمريكيين الأفارقة و0.83% من الأمريكيين الأصليين و3.25% من الأمريكيين ذوي الأصول الآسيوية و0.01% من سكان جزر المحيط الهادئ و23.47% من الأعراق الأخرى و5.22% من عرقين مختلطين أو أكثر و51.04% من الهسبانيون أو اللاتينيون من أي عرق.
بلغ عدد الأسر 3,462 أسرة كانت نسبة 40.4% منها لديها أطفال تحت سن الثامنة عشر تعيش معهم، وبلغت نسبة الأزواج القاطنين مع بعضهم البعض 46.6% من أصل المجموع الكلي للأسر، ونسبة 15.6% من الأسر كان لديها معيلات من الإناث دون وجود شريك، بينما كانت نسبة 5.8% من الأسر لديها معيلون من الذكور دون وجود شريكة وكانت نسبة 32% من غير العائلات. تألفت نسبة 24.8% من أصل جميع الأسر من عدة أفراد يعيشون في نفس المنزل ونسبة 11.7% كانت تتألف من شخص يعيش بمفرده يبلغ من العمر 65 عاماً أو أكثر. وبلغ متوسط حجم الأسرة المعيشية 2.83، أما متوسط حجم العائلات فبلغ 3.36.
بلغ العمر الوسطي للسكان 36.7 عاماً. وكانت نسبة 25.3% من القاطنين تحت سن الثامنة عشر، وكانت نسبة 8.4% بين الثامنة عشر والرابعة والعشرين عاماً، ونسبة 29.7% كانت واقعةً في الفئة العمرية ما بين الخامسة والعشرين والرابعة والأربعين عاماً، ونسبة 23.8% كانت ما بين الخامسة والأربعين والرابعة والستين، ونسبة 12.8% كانت ضمن فئة الخامسة والستين عاماً فما فوق. وتوزع التركيب الجنسي للسكان بنسبة 48.5% ذكور و51.5% إناث.

## أعلام
- كيث هاميلتون كوب
- فرانك ميرفي
- كريس إدواردز
- توني تايلور
- جيفري أ. ماير